# Vie de Gérard Fulmard
Vie de Gérard Fulmard est un roman de Jean Echenoz paru le 3 janvier 2020 aux éditions de Minuit.

## Historique du roman

### Genèse du roman
Écrivain géographique, Jean Echenoz déclare que les bases de l'écriture de ce roman tiennent notamment à son envie d'« aller explorer un quartier de Paris qu’il connaissait mal » (le huppé 16e arrondissement de Paris et en particulier les frondaisons des hameaux et villas privées) à laquelle s'est mêlée la tentation d'utiliser la tragédie classique en détournant l'intrigue de Phèdre de Racine,. S'attachant également une nouvelle fois au genre du polar, ce roman et son héros font aussi échos au personnage d'Eugène Tarpon, le détective créé par Jean-Patrick Manchette qu'Echenoz apprécie tout particulièrement.
Selon Jean Echenoz, le titre de son roman est lié à son admiration pour Vies minuscules (1984) de son ami Pierre Michon. Le nom du héros principal, Gérard Fulmard, fait référence – en y adjoignant toutefois un « d » – à l'oiseau marin Fulmar qui présente tout à la fois la particularité de vomir sur son agresseur lorsqu'il est en danger et d'avoir déjà été présent dans un précédent roman échenozien, Je m'en vais (1999), mais aussi chez un autre auteur des éditions de Minuit avec Jean-Philippe Toussaint dans L'Appareil photo (1988) qui en fait le patronyme de l'un des deux moniteurs d'auto-école jouant ainsi sur l'intertextualité de différents romans contemporains.

### Ventes et distinctions
Vie de Gérard Fulmard paraît quatre ans après le dernier roman de l'auteur, et constitue l'un des livres les plus attendus de la rentrée de janvier 2020,,. Les Éditions de Minuit en font un premier tirage à 55 000 exemplaires, soit l'un des plus importants en quantité de la saison. Le roman entre la semaine de sa parution à la huitième place des meilleures ventes de livres.
En mars 2020, le roman est retenu dans la liste des trois finalistes du prix Alexandre-Vialatte, puis, en avril 2020, il figure dans la liste des dix livres en lice pour le prix du Livre Inter.

## Résumé

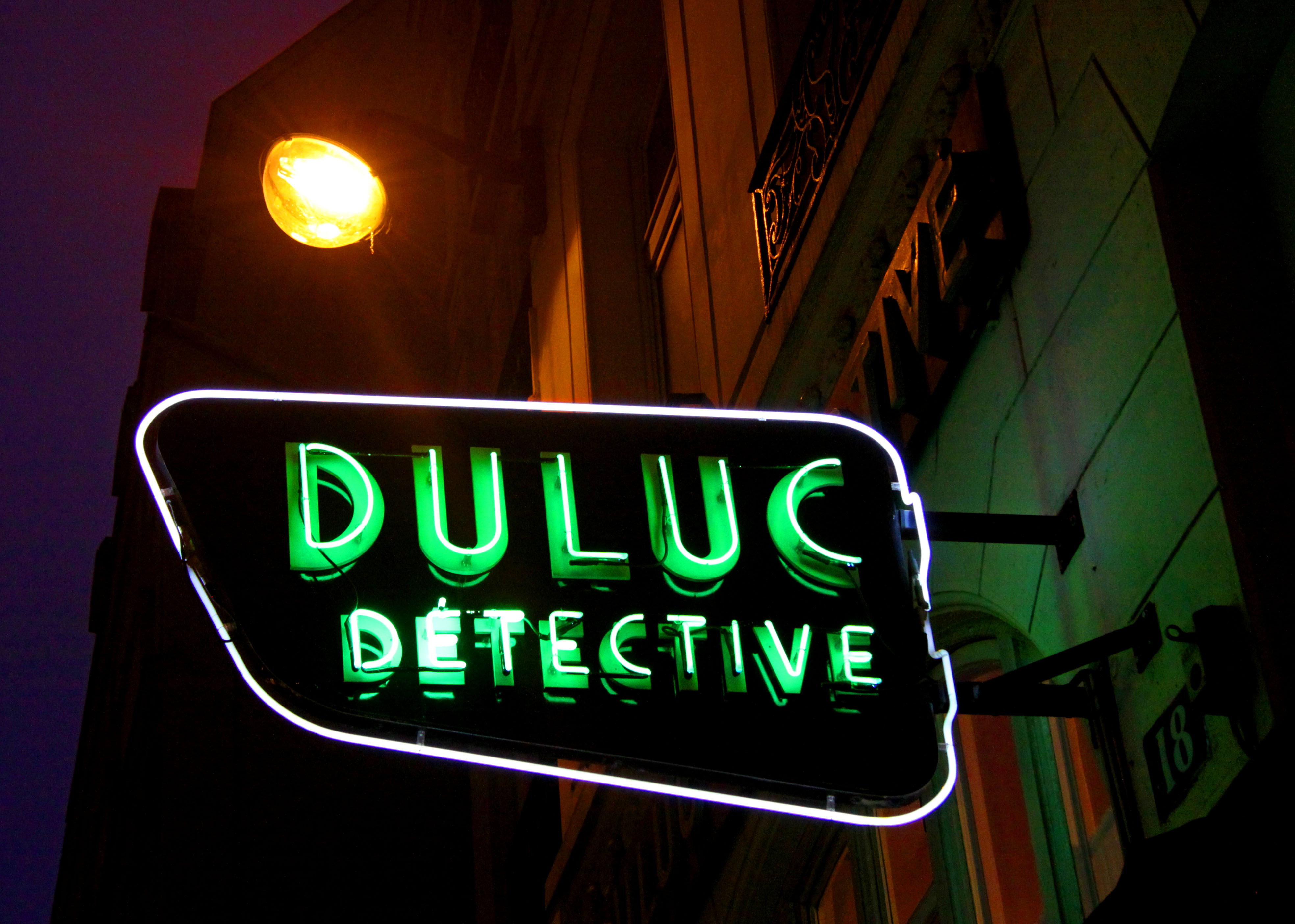
Enseigne de l'agence Duluc, rue du Louvre, à Paris.

Ancien steward et fraichement reconverti en détective privé, Gérard Fulmard ouvre un « cabinet d'assistance » sur un coup de tête, à son domicile de la rue Erlanger à Paris, à l'image de l'agence Duluc qui l'a fait rêver. Il est approché par des membres de la Fédération populaire indépendante (FPI) pour s'enquérir des faits et gestes de Louise Tourneur, la belle-fille de Franck Terrail – fondateur et président d'honneur du FPI –, au moment où sa mère et secrétaire générale du parti, Nicole Tourneur, est enlevée et possiblement morte. Le parti, déchiré entre factions concurrentes et ambitions personnelles, peine à trouver un successeur à sa cheffe disparue. Cependant Fulmard est pire qu'un amateur, incapable d'être discret ou méthodique dans ses enquêtes et techniques d'investigations qu'il improvise allègrement. Il échoue lamentablement dans sa surveillance de Louise Tourneur.
La guerre de succession fait rage et la faction Mozzigonacci doit s'organiser pour écarter la jeune Louise Tourneur de l'accession au pouvoir que son beau-père, éperdument amoureux, lui promet au sein de ce parti endogamique. Pour cela, ils décident d'éliminer Terrail et par un jeu de chantage qu'il ne peut refuser, à la suite d'un lourd dossier compromettant, chargent Gérard Fulmard de tuer du président d'honneur du parti. Fulmard concocte donc un plan d'assassinat profitant d'un examen IRM que doit passer Franck Terrail dans les prochains jours.
Dans l'intervalle, Louise Tourneur s'est envolée avec son nouvel amant sur l'île de Sulawesi en Indonésie pour s'éloigner du panier de crabes de son parti mais finir dans la gueule d'un grand requin blanc. La donne politique au sein du FPI bascule alors brusquement et Terrail apparait désormais, dans ce nouveau contexte, comme un point d'équilibre pour les conspirateurs regroupés autour de Mozzigonacci. Surtout que Nicole Tourneur réapparait, bien vivante, après qu'elle a organisé son propre enlèvement pour faire, en vain, parler d'elle dans les médias et remonter sa courbe de popularité. C'est en fait l'indifférence qui l'accueille à son retour, de ses proches (mari inclus) et de l'opinion. La faction Mozzigonacci place alors un homme de main auprès de Terrail afin de le protéger de l'assassinat qu'ils ont eux-mêmes fomenté, ne pouvant joindre Fulmard, disparu dans la nature.
Gérard Fulmard, son plan d'action établi, s'introduit dans le cabinet médical lors de l'examen de Franck Terrail, mais au moment de l'abattre oublie le cran de sécurité de son pistolet, laissant le temps au garde du corps de lui tirer dessus. Fuyant, il finit par s'écrouler, une balle dans le corps, sur le pont Mirabeau sous lequel coule la Seine.

## Réception critique
Pour Livres Hebdo, le roman de Jean Echenoz est « plus sarcastique et noir que jamais ». Jérôme Garcin, dans Le Nouvel Obs, considère que dans ce roman « Jean Echenoz broie du noir avec un plaisir contagieux, un humour méthodique et un sérieux exhilarant » dans ce que le critique littéraire qualifie d'invention d'un nouveau style : le « polar marabout (bout d’ficelle, selle de cheval…) ». Selon Nathalie Crom, dans Télérama, « Jean Échenoz crée un homme sans qualités mais héros de notre temps » dans un roman conçu avec « une précision virtuose ». Pierre Vavasseur du Parisien juge que le roman est écrit avec « l'encre de malice » par « l'un de nos plus grands écrivains », retenant Vie de Gérard Fulmard dans la liste des huit romans de la rentrée de janvier. Enfin, Thierry Gandillot dans Les Échos voit dans le dernier livre du romancier un « polar parodique et ludique, un pur concentré du génie échenozien qu'on quitte trop tôt, trop vite et à regret ».
L'ensemble de la tribune littéraire du Masque et la Plume émet des avis très positifs sur le roman considérant que l'auteur s'autorise de grandes libertés narratives « dev[enant] totalement punk » selon Nelly Kaprièlian, avec « écriture romanesque et comique exemplaire » pour Arnaud Viviant qui souligne aussi la parenté (ancienne) avec les romans de Jean-Patrick Manchette (et en particulier le personnage d'Eugène Tarpon), « une langue géniale [et] poétique » mettant de côté l'intérêt pour l'intrigue et les personnages pour Olivia de Lamberterie avec « un côté SAS, dans le mode exécutoire » selon Jean-Claude Raspiengeas.
Plus réservé, Philippe Lançon de Libération, même s'il note la « virtuosité descriptive » de certaines scènes, souligne toutefois « la double tentation de l’auteur : l’abus de procédés linguistiques, faisant du roman une véritable petite encyclopédie du genre, et ce mélange de raffinement et de familiarité » propre au roman échenozien dans lequel « la vie et l’émotion ont de plus en plus de mal à passer [... avec] aucune place pour la foi dans le récit » provoquant désormais chez le lecteur un phénomène de saturation, de satiété. Sur la même ligne, Nelly Kaprièlian dans Les Inrocks juge, malgré certains moments « jubilatoires » du roman, le « refus punk [d'Echenoz] de se prendre au sérieux aussi admirable qu'un brin lassant » tout comme la critique du journal littéraire En attendant Nadeau qui considère qu'« à force de jouer avec son lecteur, d’entretenir cette lecture déceptive qui fait aussi le sel du récit et qui fait son talent, Jean Echenoz entretient une distance qui finit par rendre la lecture elle aussi parfois distante » regrettant in fine « une certaine amertume », nouvelle chez le romancier.

## Éditions
- Les Éditions de Minuit, 2020  (ISBN 9782707345875)
- Audiolib, lu par Dominique Pinon, 1 CD, durée 4 h 28 min, 2020  (ISBN 9791035402839)